# Sean Hood
Sean Hood, né le 13 août 1966 à Milwaukee dans le Wisconsin aux États-Unis, est un scénariste et réalisateur américain.

## Filmographie

### Courts métrages
- 1998 : Melancholy Baby, de Sean Hood
- 2008 : The Shy and the Naked, de Sean Hood

### Longs métrages
- 2002 : Halloween : Résurrection (Halloween: Resurrection), de Rick Rosenthal
- 2002 : Cube² : Hypercube (Cube 2: Hypercube), de Andrzej Sekuła
- 2005 : Cursed, de Wes Craven — non crédité
- 2005 : The Crow: Wicked Prayer, de Lance Mungia
- 2011 : Conan (Conan the Barbarian)

### Séries télévisées
- 2006 : Les Maîtres de l'horreur (Masters of Horror), de Lucky McKee — épisode 10, saison 1 : Liaison bestiale (Sick Girl)
- 2008 : Fear Itself, de Rupert Wainwright — épisode 12, saison 1 : Réincarnation (Echoes)